# The Lawless Rider
The Lawless Rider è un film del 1954 diretto da Yakima Canutt.
È un western statunitense con Johnny Carpenter, Rose Bascom, Frankie Darro e Douglass Dumbrille.

## Produzione
Il film, diretto da Yakima Canutt su una sceneggiatura e un soggetto di Johnny Carpenter, fu prodotto dallo stesso Carpenter tramite la Royal West Productions e girato dal 18 giugno 1952. Il titolo di lavorazione fu The Outlaw Marshal.

## Distribuzione
Il film fu distribuito negli Stati Uniti dal 1º luglio 1954 (due anni dopo la fine delle riprese per problemi finanziari) al cinema dalla United Artists.

## Promozione
Tra le tagline:

- The action western that reaches the height of double-barreled excitement!
- Gunsmoke in her eyes! Romance on her lips! Vengeance in her heart!
- THE DOUBLE-BARRELED, DOUBLE-CROSS ACTION STORY OF TEXAS ROSE...the she dare-devil who branded the lawless with the kiss of death!...
- The Western With A New Twist Of The Trigger!